# Wouter Crabeth I
Wouter Pietersz Crabeth, né en 1510 et mort en 1590, est un peintre néerlandais de la Renaissance.